# Mary Clemmer Ames
Mary Clemmer Ames (1839-1884) foi uma escritora e jornalista norte-americana.